# Korea National League 2018
Die Korea National League 2018 war die 16. Spielzeit der dritthöchsten südkoreanischen Fußballliga unter diesem Namen gewesen. Die Saison begann im März 2018 und endete mit den Meisterschaftsfinal-Spielen im November. Ligameister war Gyeongju KHNP FC.

## Modus
Zuerst spielten alle Teams in der Hin- und Rückrunde gegeneinander. Die besten 4 Teams qualifizieren sich daraufhin für die Meisterschafts-Spiele. In den Meisterschafts-Spielen spielen zuerst die Teams vom 3. und 4. Platz gegeneinander. Der Gewinner spielt im Halbfinale gegen den Zweitplatzierten. Im Finale spielt der Gewinner des Halbfinalspieles gegen den Erstplatzierten. Der Gewinner des Finalspieles ist KNL 2018-Meister.

## Teilnehmer und ihre Spielstätten
| Team                                | Stadt     | Trainer          | Heimstadion                          | Kapazität | In der Liga seit | Vorjahresplatzierung   |
| ----------------------------------- | --------- | ---------------- | ------------------------------------ | --------- | ---------------- | ---------------------- |
| Busan Transportation Corporation FC | Busan     | Kim Han-bong     | Busan-Gudeok-Stadion                 | 24.363    | 2006             | 8. Platz               |
| Changwon City FC                    | Changwon  | Choi Yeong-keun  | Changwon-Fußballcenter               | 15.116    | 2005             | 6. Platz               |
| Cheonan City FC                     | Cheonan   | Dang Seong-jeung | Cheonan-Fußballcenter                | 2.881     | 2008             | 3. Platz               |
| Daejeon Korail FC                   | Daejeon   | Kim Seung-hui    | Daejeon-Hanbat-Sports-Komplex        | 20.618    | 2003             | 4. Platz               |
| Gangneung City FC                   | Gangneung | Oh Se-ung        | Gangneung-Stadion                    | 22.333    | 2003             | 7. Platz               |
| Gimhae City FC                      | Gimhae    | Yun Seong-hyo    | Gimhae-Stadion                       | 25.000    | 2008             | 2. Platz (Vizemeister) |
| Gyeongju KHNP FC                    | Gyeongju  | Eo Yong-guk      | Gyeongju-Stadion                     | 12.199    | 2003             | 1. Platz (Meister)     |
| Mokpo City FC                       | Mokpo     | Kim Sang-hun     | Internationales Fußball-Center Mokpo | 5.952     | 2010             | 5. Platz               |

### Spielstätten
Die Spielstätten der diesjährigen Korea-National-League-Mannschaften:
| Busan Transportation Corporation FC | Changwon City FC       | Cheonan City FC       | Daejeon Korail FC                    |
| ----------------------------------- | ---------------------- | --------------------- | ------------------------------------ |
| Busan-Gudeok-Stadion                | Changwon-Fußballcenter | Cheonan-Fußballcenter | Daejeon-Hanbat-Sports-Komplex        |
| Kapazität: 24.363                   | Kapazität: 15.116      | Kapazität: 2.881      | Kapazität: 20.618                    |
|                                     |                        |                       |                                      |
| Gangneung City FC                   | Gimhae City FC         | Gyeongju KHNP FC      | Mokpo City FC                        |
| Gangneung-Stadion                   | Gimhae-Stadion         | Gyeongju-Stadion      | Internationales Fußball-Center Mokpo |
| Kapazität: 22.333                   | Kapazität: 25.000      | Kapazität: 12.199     | Kapazität: 5.952                     |
|                                     |                        |                       |                                      |

## Reguläre Saison
| Pl. | Verein                              | Sp. | S  | U  | N  | Tore    | Diff. | Punkte |
| --- | ----------------------------------- | --- | -- | -- | -- | ------- | ----- | ------ |
| 1.  | Gyeongju KHNP FC (M)                | 28  | 19 | 6  | 3  | 046:250 | +21   | 63     |
| 2.  | Gimhae City FC                      | 28  | 16 | 8  | 4  | 046:200 | +26   | 56     |
| 3.  | Cheonan City FC                     | 28  | 13 | 7  | 8  | 033:320 | +1    | 46     |
| 4.  | Gangneung City FC                   | 28  | 10 | 7  | 11 | 035:300 | +5    | 37     |
| 5.  | Mokpo City FC                       | 28  | 7  | 10 | 11 | 036:420 | −6    | 31     |
| 6.  | Daejeon Korail FC                   | 28  | 7  | 7  | 14 | 031:400 | −9    | 28     |
| 7.  | Changwon City FC (P)                | 28  | 5  | 13 | 10 | 028:410 | −13   | 28     |
| 8.  | Busan Transportation Corporation FC | 28  | 2  | 9  | 17 | 020:460 | −26   | 15     |

| Zum 28. Spieltag: |                                           |
| Qualifikation für das Finale der Meisterschaftsrunde Qualifikation für das Halbfinale der Meisterschaftsrunde Qualifikation für das Viertelfinale der Meisterschaftsrunde |                                           |
| |                                           |
| Zum Saisonende 2017: |                                           |
| (M) | Amtierender Meister: Gyeongju KHNP FC     |
| (P) | Amtierender Pokalsieger: Changwon City FC |

## Meisterschafts-Spiele

### Halbfinale
Im Halbfinale der Meisterschaftsspiele spielte der Zweitplatzierte gegen den Drittplatzierten der Regulären Saison. Der Gewinner qualifizierte sich für das Meisterschafts-Finale. Das Halbfinale wurde am 7.- und am 10. November 2018 ausgetragen.
Hinspiel
|                 | Ergebnis |                |
| --------------- | -------- | -------------- |
| Cheonan City FC | 2:3      | Gimhae City FC |

Rückspiel
|                | Ergebnis |                 |
| -------------- | -------- | --------------- |
| Gimhae City FC | 3:0      | Cheonan City FC |

### Finale
Im Finale der Meisterschaftsspiele traf der 1. Platzierte der Regulären Saison auf den Gewinner des Halbfinalspieles. Der Gewinner des Finales, gewann die KNL-Meisterschaft. Das Finale wurde in Form von Hin- und Rückspiel ausgetragen. Das Hinspiel fand am 14.- und das Rückspiel am 17. November 2018 statt.
Hinspiel
|                | Ergebnis |                  |
| -------------- | -------- | ---------------- |
| Gimhae City FC | 1:2      | Gyeongju KHNP FC |

Rückspiel
|                  | Ergebnis |                |
| ---------------- | -------- | -------------- |
| Gyeongju KHNP FC | 2:0      | Gimhae City FC |

### Tabellenverlauf
|                   | 1 | 2 | 3 | 4 | 5 | 6 | 7 | 8 | 9 | 10 | 11 | 12 | 13 | 14 | 15 | 16 | 17 | 18 | 19 | 20 | 21 | 22 | 23 | 24 | 25 | 26 | 27 | 28 |
| ----------------- | - | - | - | - | - | - | - | - | - | -- | -- | -- | -- | -- | -- | -- | -- | -- | -- | -- | -- | -- | -- | -- | -- | -- | -- | -- |
| Gyeongju KHNP FC  | 3 | 2 | 2 | 2 | 2 | 2 | 1 | 1 | 1 | 1  | 1  | 1  | 2  | 1  | 1  | 1  | 1  | 1  | 1  | 1  | 1  | 1  | 1  | 1  | 1  | 1  | 1  | 1  |
| Gimhae City FC    | 1 | 1 | 1 | 1 | 1 | 1 | 2 | 2 | 2 | 2  | 2  | 2  | 1  | 2  | 2  | 2  | 2  | 2  | 2  | 2  | 2  | 2  | 2  | 2  | 2  | 2  | 2  | 2  |
| Cheonan City FC   | 4 | 3 | 4 | 5 | 4 | 3 | 3 | 3 | 3 | 3  | 3  | 3  | 3  | 3  | 3  | 3  | 3  | 3  | 3  | 3  | 3  | 3  | 3  | 3  | 3  | 3  | 3  | 3  |
| Gangneung City FC | 6 | 7 | 8 | 8 | 8 | 8 | 8 | 8 | 7 | 6  | 6  | 6  | 6  | 6  | 6  | 6  | 6  | 5  | 6  | 6  | 6  | 6  | 6  | 6  | 4  | 4  | 4  | 4  |
| Mokpo City FC     | 7 | 6 | 3 | 4 | 5 | 5 | 5 | 5 | 5 | 5  | 5  | 5  | 4  | 5  | 5  | 5  | 5  | 6  | 4  | 4  | 4  | 4  | 4  | 4  | 5  | 5  | 5  | 5  |
| Daejeon Korail FC | 1 | 4 | 6 | 3 | 3 | 4 | 4 | 4 | 4 | 4  | 4  | 4  | 5  | 4  | 4  | 4  | 4  | 4  | 5  | 5  | 5  | 5  | 5  | 5  | 6  | 6  | 6  | 6  |
| Changwon City FC  | 4 | 5 | 5 | 6 | 6 | 6 | 7 | 7 | 8 | 7  | 7  | 7  | 7  | 7  | 7  | 7  | 7  | 7  | 7  | 7  | 7  | 7  | 7  | 7  | 7  | 7  | 7  | 7  |
| Busan TC FC       | 7 | 8 | 7 | 7 | 7 | 7 | 6 | 6 | 6 | 8  | 8  | 8  | 8  | 8  | 8  | 8  | 8  | 8  | 8  | 8  | 8  | 8  | 8  | 8  | 8  | 8  | 8  | 8  |

## Statistik

### Zuschauertabelle
| Platz  | Mannschaft        | Heimspiele | Zuschauer | pro Spiel |
| ------ | ----------------- | ---------- | --------- | --------- |
| 01.    | Gimhae City FC    | 14         | 13.173    | 941       |
| 02.    | Gyeongju KHNP FC  | 12         | 4.315     | 360       |
| 03.    | Cheonan City FC   | 15         | 5.093     | 340       |
| 04.    | Mokpo City FC     | 15         | 3.607     | 240       |
| 05.    | Gangneung City FC | 13         | 2.980     | 229       |
| 06.    | Busan TC FC       | 14         | 3.180     | 227       |
| 07.    | Changwon City FC  | 15         | 2.584     | 172       |
| 08.    | Daejeon Korail FC | 14         | 1.729     | 124       |
| Gesamt | Gesamt            | 112        | 36.661    | 327       |

### Torschützenliste
Bei gleicher Anzahl von Treffern sind die Spieler alphabetisch geordnet.
| Platz | Spieler       | Mannschaft        | Tore |
| ----- | ------------- | ----------------- | ---- |
| 01    | Kim Sang-uk   | Mokpo City FC     | 11   |
| 02    | Jang Baek-kyu | Gyeongju KHNP FC  | 9    |
| 03    | Im Seong-taek | Gyeongju KHNP FC  | 8    |
| 0     | Kim Min-jun   | Busan TC FC       | 8    |
| 05    | Kim Jun       | Gangneung City FC | 7    |